# Lago Swiftcurrent

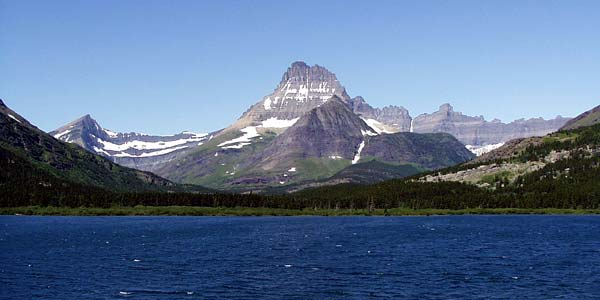
El monte Wilbur se encuentra muy cerca del lago Swiftcurrent.

El Lago Swiftcurrent se encuentra en el Parque nacional de los Glaciares, en Montana, Estados Unidos. El hotel Many Glacier, el más grande del parque, se encuentra en la ribera este del lago. Desde este lugar parten diversos senderos y existen numerosos barcos que ofrecen excursiones por el lago.
- Datos: Q3215218
- Multimedia: Swiftcurrent Lake / Q3215218